# Ежув-Судецкий
Ежув-Судецкий (пол. Jeżów Sudecki) — сельская гмина (волость) в Польше, входит как административная единица в Еленегурский повет, Нижнесилезское воеводство. Население — 6162 человека (на 2004 год).

## Демография
| Перепись                       | Всего   | Всего | Женщины | Женщины | Мужчины | Мужчины |
| ------------------------------ | ------- | ----- | ------- | ------- | ------- | ------- |
| Единицы                        | человек | %     | человек | %       | человек | %       |
| Население                      | 6162    | 100   | 3146    | 51,1    | 3016    | 48,9    |
| Плотность населения (чел./км²) | 65,3    | 65,3  | 33,3    | 33,3    | 32      | 32      |

## Сельские округа
1. Хросница
2. Черница
3. Дзивишув
4. Янувек
5. Ежув-Судецки
6. Площына
7. Седленцин
8. Вжещын

## Соседние гмины
1. Гмина Яновице-Вельке
2. Еленя-Гура
3. Гмина Стара-Каменица
4. Гмина Свежава
5. Гмина Влень